# Эмболомеры
Эмболомеры (лат. Embolomeri) — отряд или подотряд примитивных четвероногих, живших во времена верхнего карбона — нижней перми (311,5—268,0 млн лет назад). Современные систематики относят его к кладе антракозавров-рептилиоморф, ранее рассматривали как подотряд темноспондильных амфибий.

## Описание
Примитивные водные рептилиоморфы с удлинённым телом и хвостом. Череп высокий, умеренно удлинённый, позвонки эмболомерные, кисть пятипалая.

## Классификация
И внешняя, и внутренняя систематики клады не устоялись. В работе Бентона 2004 года в отряд включены следующие вымершие семейства:
- Семейство Eoherpetontidae — единственный род Eoherpeton из нижнего карбона (намюр) Англии. Некрупный полуназемный хищник, близкий к предковым формам сеймуриаморф.
- Семейство Anthracosauridae — сюда относят род Anthracosaurus («угольный ящер») из среднего карбона Англии. Род плохо известен, вероятно, это был наземный хищник, длиной более 2 метров (череп до 40 см длиной).
- Семейство Proterogyrinidae — полуназемные хищники нижнего карбона, наиболее известен Proterogyrinus.
- Семейство Eogyrinidae — длиннотелые водные эмболомеры, некоторые очень крупные (до 4,5 метров длиной). Преимущественно средний — верхний карбон Европы и Северной Америки. Наиболее известный род — Eogyrinus, который по правилам зоологической номенклатуры род скорее должен называться Pholiderpeton. 6 родов, дожили до нижней перми в Северной Америке (род Neopteroplax) и до верхней перми в Восточной Европе (род Aversor).
- Семейство Archeriidae — длинномордые водные некрупные эмболомеры, преимущественно нижнепермские. Наиболее известен род Archeria из нижней перми Северной Америки. Для неё предполагается питание мелкими водными организмами, а не рыбой, как у большинства других эмболомеров.

### Альтернативная классификация
По данным сайта Paleobiology Database, на декабрь 2017 года в кладу включают следующие вымершие таксоны рангом до рода включительно:
- Семейство Archeriidae Kuhn, 1965
  - Род Archeria Case, 1918 (2 вида)
  - Род Cricotus Cope, 1875 (2 вида)
  - Род Spondylerpeton Moodie, 1912 (2 вида)
- Семейство Anthracosauridae Cope, 1875
  - Род Anthracosaurus Huxley, 1863 (2 вида)
  - Род Eobaphetes Moodie, 1916 (1 вид)
- Надсемейство Anthracosauroidea Cope, 1872
  - Семейство Cricotidae Cope, 1884 (или в отряде эмболомеров)
    - Род Cricotillus Case, 1902 (1 вид)

  - Семейство Eogyrinidae Watson, 1929 (или в отряде эмболомеров)
    - Род Aversor Gubin, 1985 (1 вид)
    - Род Calligenethlon Steen, 1934 (1 вид)
    - Род Carbonoherpeton Klembara, 1985
    - Род Diplovertebron Fritsch, 1879 (1 вид)
    - Род Leptophractus Cope, 1873 (1 вид)
    - Род Neopteroplax Romer, 1963 (2 вида)
    - Род Nummulosaurus Fritsch, 1901 (1 вид)
    - Род Palaeoherpeton Panchen, 1970 (1 вид)
    - Род Pholiderpeton Huxley, 1869 (3 вида)
    - Род Pteroplax Hancock & Atthey, 1868 (1 вид)

Семейства Eoherpetontidae и Proterogyrinidae обычно помещают непосредственно в кладу антракозавров, но могут и в отряд эмболомеров.